# 原田輝太郎
原田　輝太郎（はらだ てるたろう）は、日本の軍人。陸軍大佐。正五位・勲三等・功三級に至る。

## 経歴
- 長崎の生まれ
- 1881年（明治14年）4月2日 - 任 陸軍歩兵少尉[1]
- 1884年（明治17年）
  - 1月22日 - 陸軍卿大山巌欧州行に随行[2]
  - 4月19日 - 任 陸軍歩兵中尉[3]
  - 10月15日 - 大山巌陸軍卿随行被免。御用有之フランス滞在被仰付[4]
- 1886年（明治19年）9月9日 - 任 陸軍歩兵大尉[5]
- 1887年（明治20年）2月25日 - フランス留学[6]
- 1888年（明治21年）
  - 7月6日 - 陸軍参謀本部出仕[7]
  - 7月17日 - 陸軍参謀本部出仕被免、補 陸軍参謀本部第一局局員[8]
- 1889年（明治22年）9月17日 - 免 士官学校教官[9]
- 1891年（明治24年）8月8日 - 隊付勤務の為、本月下旬より来十月上旬まで歩兵第六連隊付を命ず。[10]
- 1903年（明治36年）4月7日 - 補 歩兵第24連隊連隊長[11]
- 1907年（明治40年）3月2日 - 予備役編入[12]
- 1925年（大正15年）8月10日卒去。享年69。墓所は愛宕の青松寺。

## 栄典
位階
- 1881年（明治14年）7月28日 - 正八位[13]
- 1884年（明治17年）5月14日 - 従七位[14]
- 1887年（明治20年）3月25日 - 正七位[15]
- 1892年（明治25年）7月6日 - 従六位[16]
- 1899年（明治32年）2月20日 - 正六位[17]
- 1904年（明治37年）2月19日 - 従五位[18]
- 1907年（明治40年）5月10日 - 正五位[19]

勲章等
- 1889年（明治22年）11月29日 - 大日本帝国憲法発布記念章[20]
- 1895年（明治28年）
  - 10月18日 - 勲六等単光旭日章[21]
  - 11月18日 - 明治二十七八年従軍記章[22]
- 1899年（明治32年）3月31日 - 勲五等双光旭日章[23]
- 1901年（明治34年）10月1日 - 勲四等旭日小綬章[24]
- 1902年（明治35年）5月10日 - 明治三十三年従軍記章[25]
- 1906年（明治39年）4月1日 - 功三級金鵄勲章・勲三等旭日中綬章・明治三十七八年従軍記章[26]

外国勲章佩用允許
- 1888年（明治21年）9月24日
  - イタリア王国：イタリア王冠勲章（英語版）カヴァリエーレ[27]
  - ロシア帝国：第三等聖スタニスラウス勲章（英語版）[27]
  - フランス共和国：レジオンドヌール勲章シュヴァリエ[27]
  - ドイツ帝国：第四等王冠勲章（英語版）[27]
  - フランス共和国：オフィシェー・ド・アカデミー記章[27]
- 1896年（明治29年）5月12日 - フランス共和国：レジオンドヌール勲章オフィシエ[28]
- 1904年（明治37年）1月12日
  - ロシア帝国：剣付第二等聖スタニスラウス勲章（英語版）[29]
  - イタリア王国：イタリア王冠勲章（英語版）コンメンダトーレ[30]
  - 大清帝国：第二等第三双竜宝星[30]
  - オーストリア＝ハンガリー帝国：鉄冠第二等勲章[30]
  - フランス共和国：大南竜星院勲章（英語版）コマンドゥール[30]
  - オランダ王国：オラニエ＝ナッサウ勲章（英語版）[30]
- 1905年（明治38年）9月30日 - プロイセン王国：王冠剣付第二等勲章[31]
- 1906年（明治39年）11月14日 - 大韓帝国：勲二等八卦章（朝鮮語版）[32]
- 1907年（明治40年）8月19日 - ロシア帝国：神聖アンナ第二等勲章[33]